# صفيراء اليابان
صُفَيْراء اليابان  (الاسم العلمي Styphnolobium japonicum)، شجرة كبيرة كثيفة الفروع من فصيلة الفولاوات. أغصانها خضراء في البداية، ترمد في مابعد. أوراقها ريشية مفردة، جميلة اللون الأخضر. أزهارها بيضاء مصفرة، عثكولية التجميع الهامي. الثمرة قرن ضيق يحتوي حتى 4 بزور.

## المركبات
على الأخص روتين، حتى 20 بالمئة في الأزهار. خصائصها نفوذية. البراعم الزهرية خاصة وأحيانًا الأوراق واللحاء. نفوذية شعرية، اضطرابات دورية دموية، أدوية صيدلية. إن معظم غنتاج براعم أزهار الصفيراء تعالجة الصناعة الصيدلية وتجعل من أدوية لمعالجة الاضطرابات الدورية والأمراض العصبية. شجرة مهدها آسيا الشرقية تزرع في الحدائق العامة وجوانب الطرق للزينة. منها أنواع متدلية (باكية) ومنها أنواع أزهارها بنفسجية.